# Xã West Point, Quận Lee, Iowa
Xã West Point (tiếng Anh: West Point Township) là một xã thuộc quận Lee, tiểu bang Iowa, Hoa Kỳ. Năm 2010, dân số của xã này là 1.649 người.